# Priorat Gadancourt

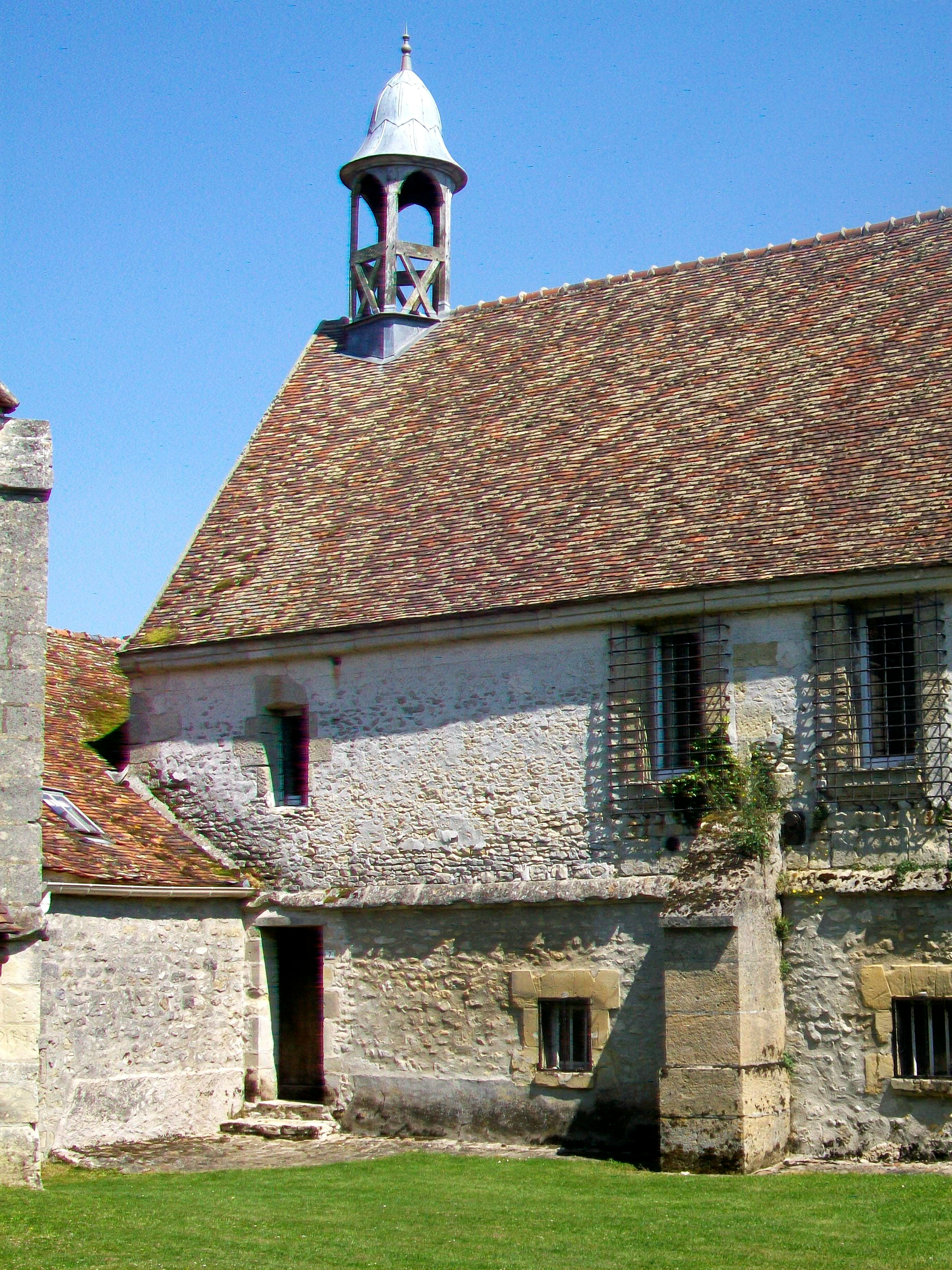
Priorat in Gadancourt

Das Priorat in Gadancourt, einem Ortsteil der französischen Gemeinde Avernes im Département Val-d’Oise in der Region Île-de-France, wurde im 13. Jahrhundert errichtet. Das Priorat steht an der Rue Octave de Boury direkt neben der Kirche Saint-Martin.
Das Bauwerk steht seit 1948 als Monument historique auf der Liste der Baudenkmäler in Frankreich.
Das Priorat der Zisterzienser bestand bis im 18. Jahrhundert und wurde im Jahr 1729 von neun Mönchen bewohnt. Nach der Auflösung des Priorats während der Französischen Revolution wurde das Gebäude dem Schloss als Wohnhaus der Bediensteten zugeschlagen.